# Hellwigia elegans
Hellwigia elegans är en stekelart som beskrevs av Johann Ludwig Christian Gravenhorst 1823. Hellwigia elegans ingår i släktet Hellwigia och familjen brokparasitsteklar. Arten är reproducerande i Sverige. Utöver nominatformen finns också underarten H. e. flava.